# Michel Vlap
Michel Vlap (Sneek, 2 de junio de 1997) es un futbolista neerlandés que juega como centrocampista en el Al-Ahli S. C. de la Liga de fútbol de Catar.

## Trayectoria

### Heerenveen
Vlap fue promovido de la cantera del Heerenveen de la Eredivisie y es hijo del entrenador y exjugador Jan Vlap. Habiendo progresado en las filas de las inferiores del Heerenveen, firmó su primer contrato profesional el 17 de febrero de 2015, en un contrato de tres años con el club. Más tarde jugó con el Heerenveen durante la pretemporada 2015-16 y anotó un doblete en la victoria por 8-1 sobre el VV Heerenveen en el primer partido del nuevo técnico Jurgen Streppel a cargo del club. Luego, Vlap hizo su debut profesional el 27 de noviembre de 2016, y entró como suplente en la segunda mitad en reemplazo de Arbër Zeneli en la derrota por 1-0 en la Eredivisie ante el Ajax.
Vlap no volvió a aparecer durante la temporada 2016-17, pero regresó al primer equipo para hacer su debut en la KNVB Cup el 20 de septiembre de 2017, entrando como suplente en la victoria por 2-1 sobre Excelsior. Marcó su primer gol para el club el mes siguiente, anotando en la derrota por 2-1 ante el AZ Alkmaar. El 3 de diciembre, firmó un nuevo contrato de cinco años con el Heerenveen después de impresionar con una racha de tres goles en sus cinco apariciones anteriores con el club. Finalmente anotó cuatro goles en 26 apariciones en todas las competiciones de la campaña.
Continuó con el club para la temporada siguiente y en octubre de 2018, después de anotar cuatro goles en el mes, siendo uno de los máximos goleadores de la liga, ganó el premio al Jugador del Mes de la Eredevise. Al final de la campaña, había marcado 16 goles y registrando seis asistencias, lo que le valió la transferencia al equipo belga, Anderlecht.

## Selección nacional
Vlap ha representado a Países Bajos en las categorías sub-18 como sub-19. El 21 de julio de 2016, mientras representaba a Países Bajos en el Campeonato Europeo de la UEFA Sub-19, Vlap hizo historia al convertirse en el primer jugador en ser contratado como cuarto suplente en un partido de la UEFA cuando sustituyó a Laros Duarte en el empate 3-3 (5-4) de la derrota en la tanda de penaltis ante Alemania. Las regulaciones normalmente permiten que un equipo haga tres sustituciones durante un partido, pero la Junta de la Asociación Internacional de Fútbol introdujo una prueba que permite una cuarta sustitución en la prórroga para el torneo.

## Estadísticas
| S. C. Heerenveen · Países Bajos | 2016-17             | 1  | 0  | 0 | 0 | – | – | 1  | 0  |
| S. C. Heerenveen · Países Bajos | 2017-18             | 24 | 4  | 2 | 0 | – | – | 26 | 4  |
| S. C. Heerenveen · Países Bajos | 2018-19             | 34 | 16 | 4 | 1 | – | – | 38 | 17 |
| S. C. Heerenveen · Países Bajos | Total               | 59 | 20 | 6 | 1 | – | – | 65 | 21 |
| R. S. C. Anderlecht · Bélgica | 2019-20             | 23 | 11 | 2 | 0 | – | – | 25 | 11 |
| R. S. C. Anderlecht · Bélgica | 2020-21             | 0  | 0  | 0 | 0 | – | – | 0  | 0  |
| R. S. C. Anderlecht · Bélgica | Total               | 23 | 11 | 2 | 0 | – | – | 25 | 11 |
| Total en su carrera | Total en su carrera | 82 | 31 | 8 | 1 | – | – | 90 | 32 |
| (1) Incluye datos de KNVB Cup y Copa de Bélgica. (2) Incluye datos de Liga de Campeones de la UEFA, Copa de la UEFA, Supercopa de Europa, Copa Intercontinental y Copa Mundial de Clubes de la FIFA. |                     |    |    |   |   |   |   |    |    |